# Alphonse Anger
Pour les articles homonymes, voir Anger.
Alphonse Anger est un gymnaste artistique français né le 20 août 1915 à Pfastatt et mort le 22 octobre 1999 à Mulhouse.

## Biographie
Alphonse Anger est champion de France du concours général en 1943.
Aux Jeux olympiques d'été de 1948 à Londres, il est quatrième du concours général par équipes.
Il remporte deux ans plus tard aux Championnats du monde de gymnastique artistique 1950 à Bâle la médaille de bronze en concours général par équipes.